# Pattinaggio freestyle ai I World Skate Games
Le competizioni di pattinaggio freestyle ai I World Skate Games si sono svolte dal 2 al 9 settembre 2017 a Nanchino, in Cina

## Podi

### Senior

#### Uomini Senior
| Evento          | Oro            | Argento             | Bronzo                 |
| Slide           | Huang Hai Yang | Phuri Senarat       | Enrique Rubio Mesas    |
| Speed           | Zhang Hao      | Chen Yu-Chi         | Xiao Bing-Sheng        |
| Slalom classico | Zhang Hao      | Ye Hao Qin          | Hsieh Mu-Lun           |
| Battle slalom   | Zhang Hao      | Sergey Timchenko    | Valerio Degli Agostini |
| Salto           | Fail Dame      | Florian Petitcollin | Gianmarco Savi         |

#### Donne Senior
| Evento          | Oro               | Argento           | Bronzo                  |
| Slide           | Nichakan Chinupun | Natalia Krykova   | Guan Ying Ying          |
| Speed           | Chen Bei-Yi       | Laya Arabi        | Lo Pei-Yu               |
| Slalom classico | Feng Hui          | Daria Kuznetsova  | Su Fei Qian             |
| Battle slalom   | Daria Kuznetsova  | Klaudia Hartmanis | Su Fei Qian             |
| Salto           | Balde Awa         | Maëliss Conan     | Marina Oliveras Argibay |

#### Misto Senior
| Evento        | Oro  | Argento | Bronzo |
| Coppie Slalom | Cina | Cina    | Italia |

### Junior

#### Uomini Junior
| Evento          | Oro        | Argento                | Bronzo               |
| Slalom classico | Gu Kun Qi  | Taiki Shibagaki        | Chang Wei-Jen        |
| Battle slalom   | Gu Kun Qi  | Lorenzo Degli Agostini | Roberto Ferrari      |
| Speed           | Yu Jun Yan | Cheng Yu-Hsiang        | Ali Shojaei Barjouei |

#### Donne Junior
| Evento          | Oro             | Argento      | Bronzo                  |
| Slalom classico | Sofia Bogdanova | Bao Yi Fan   | Qin Yu Qing             |
| Battle slalom   | Sofia Bogdanova | Liu Jia Xin  | Olga Bamatter-Rodriguez |
| Speed           | Taraneh Ahmadi  | Liu Chiaohsi | Ting Yu En              |